# 九阳

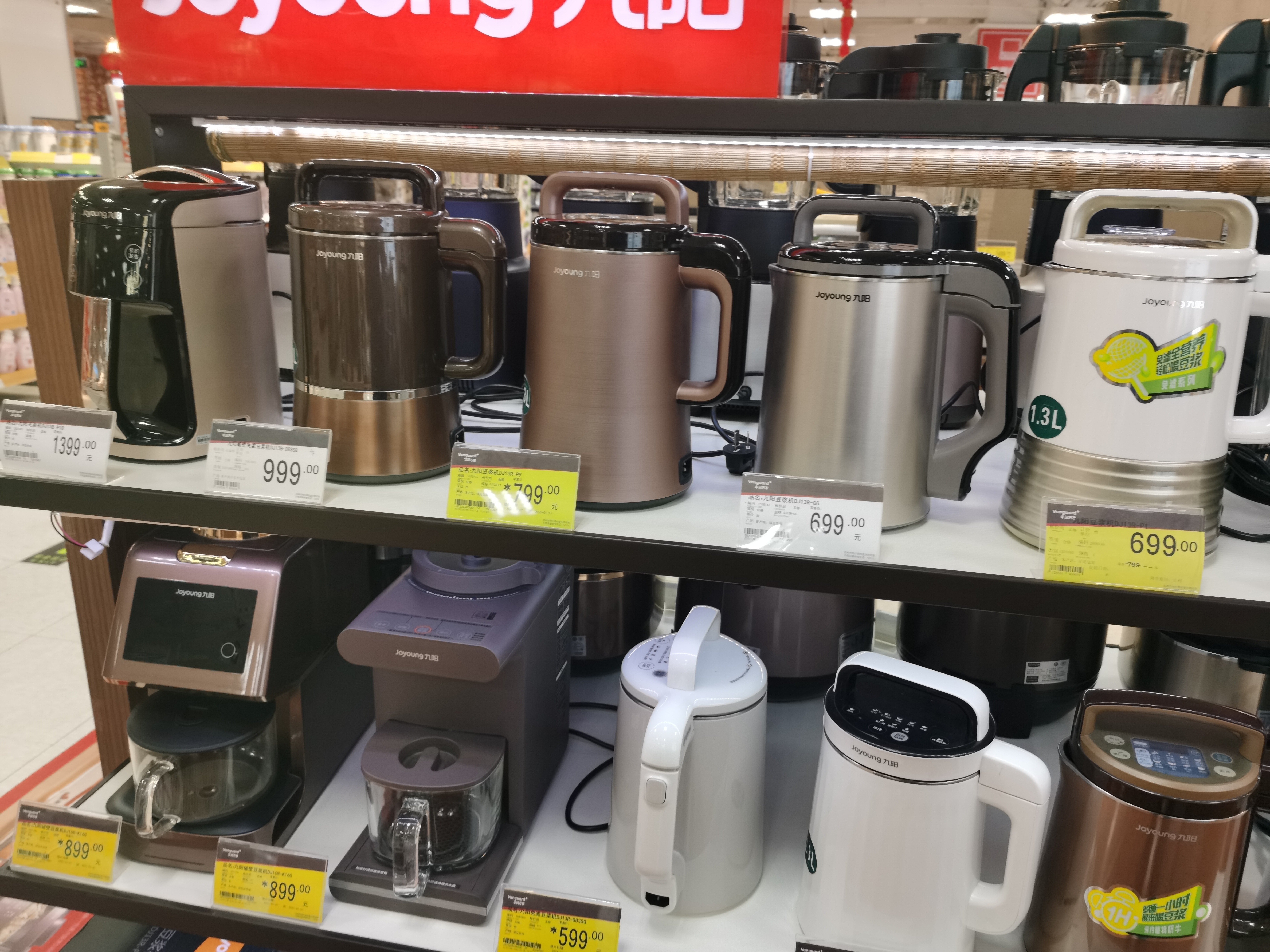
九阳豆浆机为该公司核心产品

九阳股份有限公司（Joyoung Co., Ltd.）是一家中国家电製造商，总部在山东省济南市。

## 历史
成立于1994年。2008年九阳在深圳交易所挂牌上市。2009年时，九阳是最大的中国豆浆机公司，為了競爭力，產品同時還擴張了多種豆類堅果研磨技術，以及咖啡機、果汁機、破壁機、熱茶壺、搅拌机、榨汁机、燉煮鍋等大小鍋具，並與苏宁易购達成戰略合作。